# Telmatobius platycephalus
Espèce
Statut de conservation UICN

 EN B1ab(iii)+2ab(iii) : En danger
Telmatobius platycephalus est une espèce d'amphibiens de la famille des Telmatobiidae.

## Répartition
Cette espèce est endémique de la province de Jujuy dans le nord-ouest de l'Argentine. Elle se rencontre entre 3 600 et 3 750 m d'altitude.

## Publication originale
- Lavilla & Laurent, 1989 "1988" : Deux nouvelles espèces du genre Telmatobius (Anura: Leptodactylidae) en provenance de El Moreno (Province de Jujuy, Argentine). Alytes, vol. 7, fasc. 3, p. 77–89.